# Peter Clodt von Jürgensburg
Peter Jakob Karlovitj Clodt von Jürgensburg (ryska: Пётр Карлович Клодт), född 24 maj 1805 i Sankt Petersburg, död 8 november 1867 i Finland, var en rysk skulptör.
Peter Clodt von Jürgensburg var son till generalen Karl-Gustav Clodt von Jürgensburg och bror till generalen och gravören Konstantin Clodt von Jürgensburg och matematikern Vladimir Clodt von Jürgensburg. Han utbildade sig till artilleriofficer och sysslade med skulptur på fritid och var extraelev på Kejserliga Konstakademien i Sankt Petersburg. Han blev en av Rysslands främsta skulptörer under Nikolaj I av Rysslands regeringstid och utförde en rad skulpturer för offentliga platser och kyrkor. Hans skulpturer av hästtämjare finns i bland andra Berlin, Sankt Petersburg och Neapel. Han blev professor vid Ryska konstakademien i Sankt Petersburg 1864.
Han var gift med Juliana Ivanovna Spiridonov. Paret hade sju barn, bland andra målaren Michail Petrovitj Clodt von Jürgensburg och Vera Clodt von Jürgensburg (född 1844), som gifte sig med sin kusin Alexander Clodt von Jürgensburg (1840-72) och fick barnen och målarna Nikolaj Clodt von Jürgensburg och Eugenij Clodt von Jürgensburg. Han var farbror till målaren Michail Konstantinovitj Clodt von Jürgensburg och Elisabeth Järnefelt.

## Bildgalleri

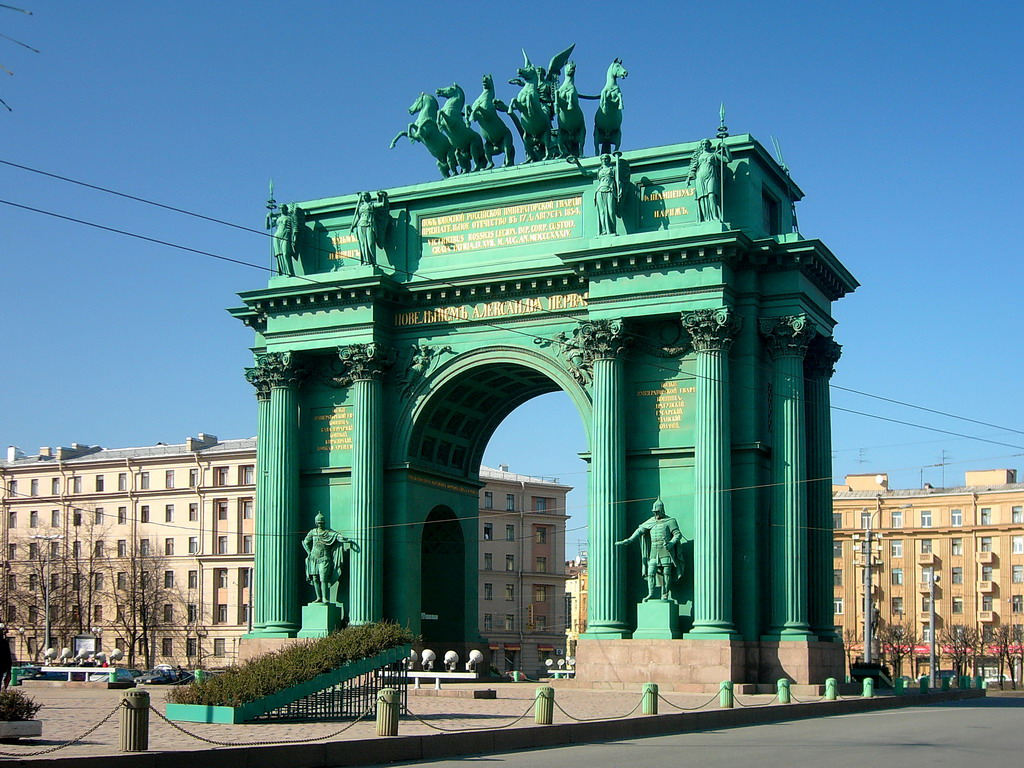
Narvatriumfbågen i Sankt Petersburg
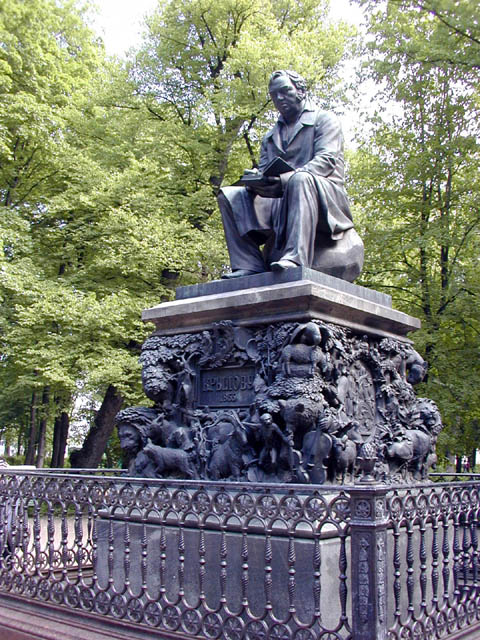
Staty över Ivan Krylov i Sommarpalatsets trädgård i Sankt Petersburg
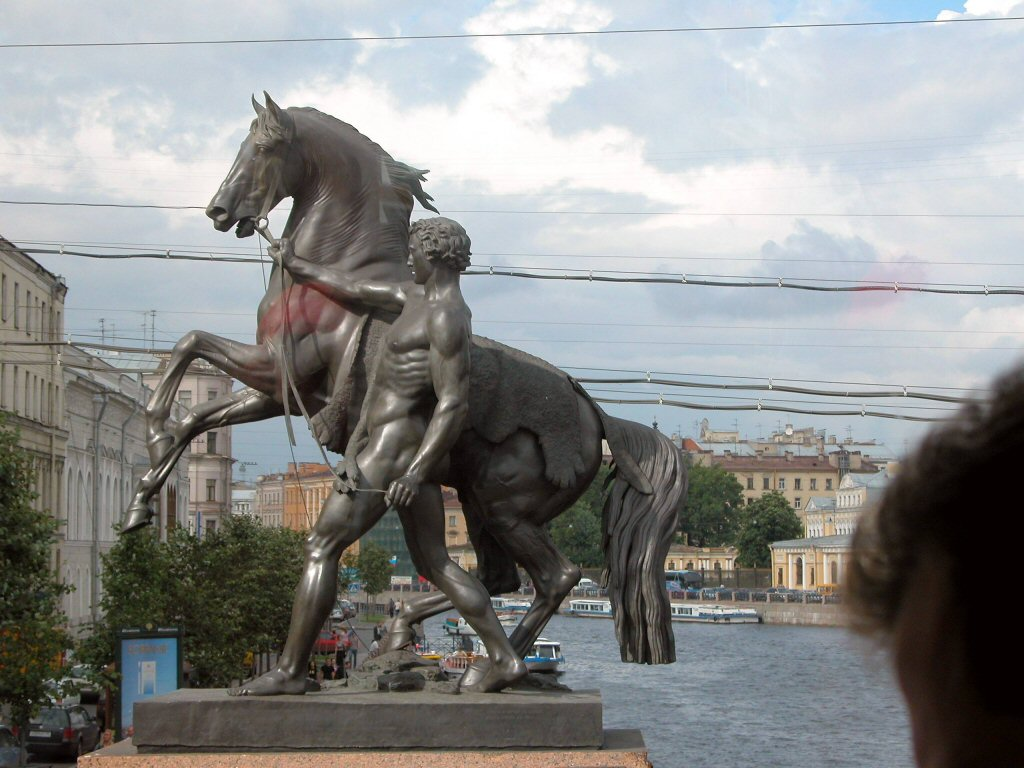
Hästtämjare i Sankt Petersburg
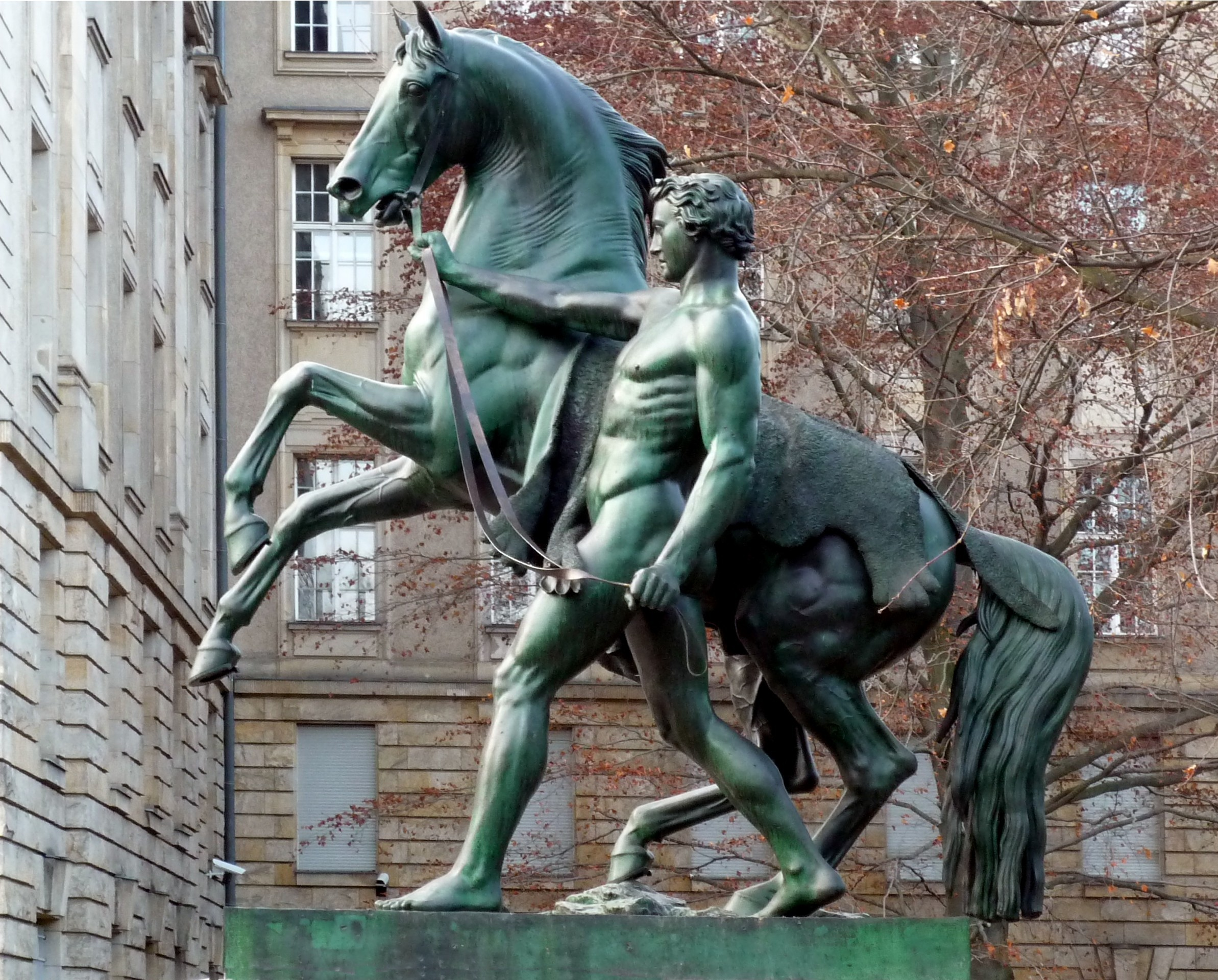
En av två hästtämjare i Heinrich von Kleistparken i Berlin
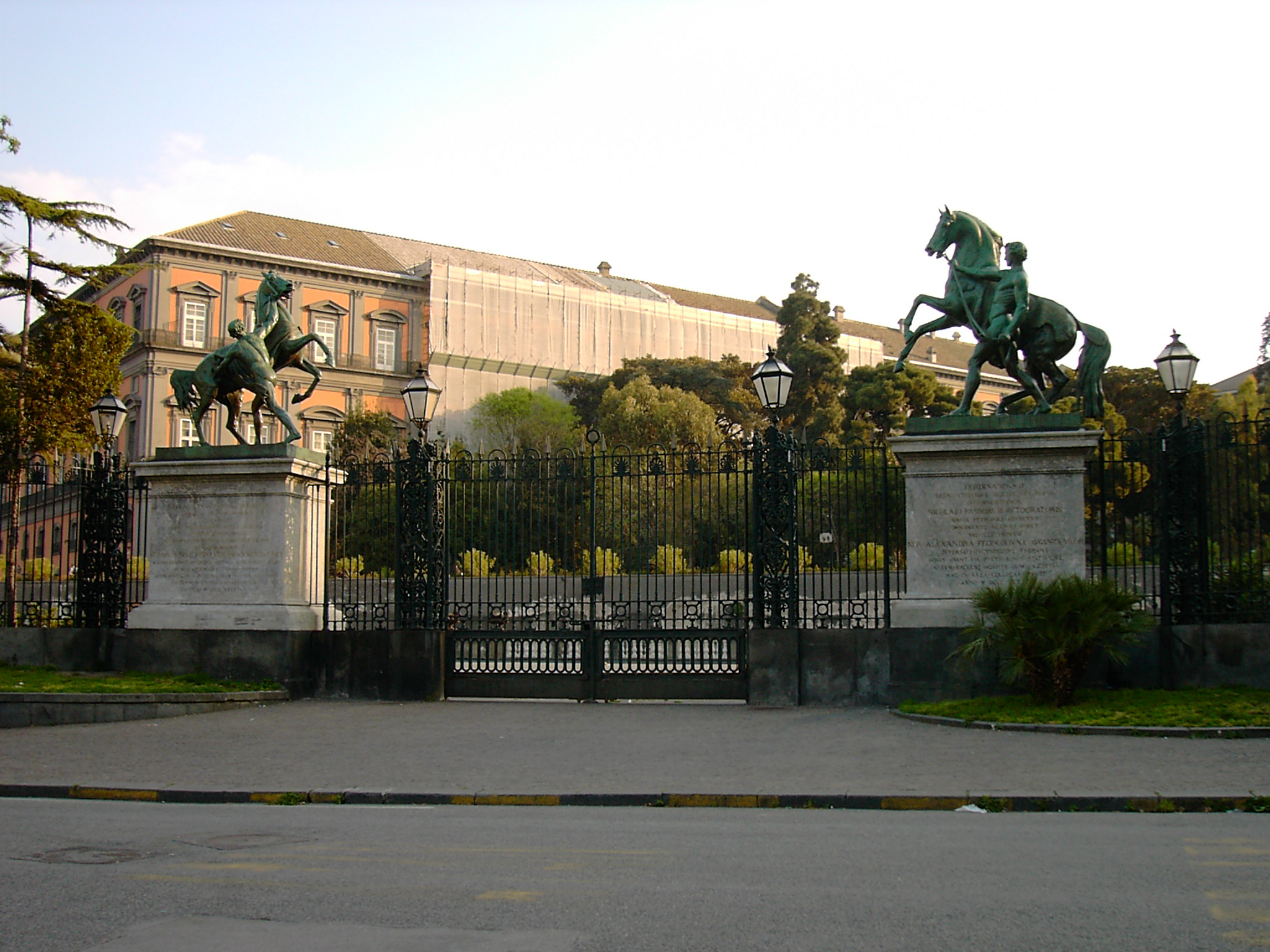
En av två hästtämjare framför kungapalatset i Neapel
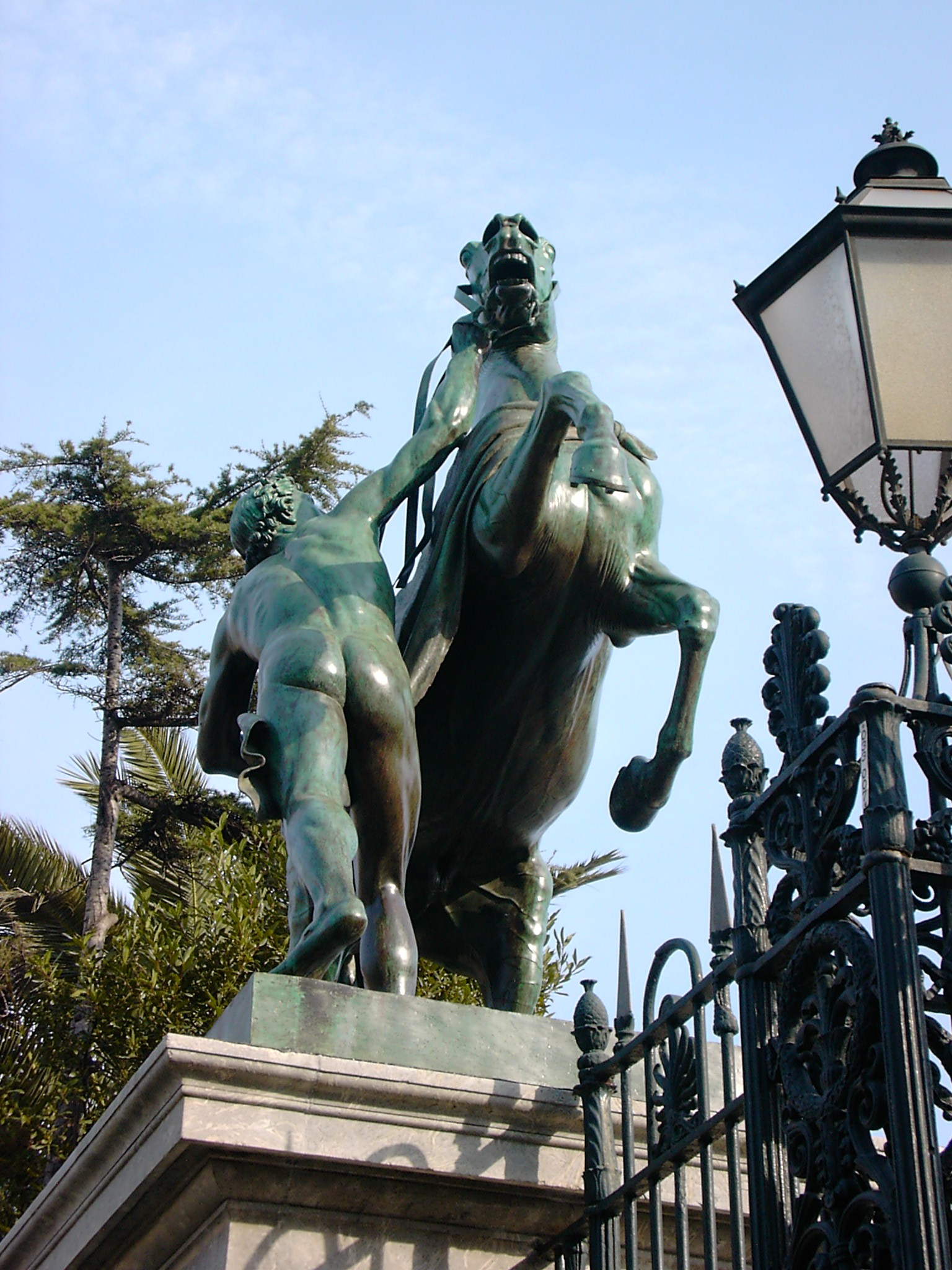
Hästtämjare i Neapel